# Colonia Obrera, Puebla
Colonia Obrera är en ort i Mexiko.   Den ligger i kommunen Nopalucan och delstaten Puebla, i den sydöstra delen av landet, 140 km öster om huvudstaden Mexico City. Colonia Obrera ligger 2 380 meter över havet och antalet invånare är 1 258.
Terrängen runt Colonia Obrera är huvudsakligen platt, men söderut är den kuperad. Runt Colonia Obrera är det tätbefolkat, med 319 invånare per kvadratkilometer. Närmaste större samhälle är Huamantla, 16,4 km nordväst om Colonia Obrera. Trakten runt Colonia Obrera består till största delen av jordbruksmark.